# フランソワ＝アドリアン・ボイエルデュー
フランソワ＝アドリアン・ボワエルデュー（仏: François-Adrien Boieldieu [fʁɑ̃.swa a.dʁi.(j)ɛ̃ bɔ.jɛl.djø, bwa(.ɛ)l.djø], 1775年12月16日 - 1834年10月8日）はフランスのオペラ作曲家・ピアニスト。19世紀前半のフランス・オペラ界における重鎮作曲家の一人として活動した。優雅さと軽快さを持ち合わせた作風から、かつては「フランスのモーツァルト」と呼ばれた。ただし、実際はベートーヴェンと同世代である。

## 生涯
1775年12月16日、フランス北部のルーアンに生まれる。父親はルーアンの大司教の書記であった。1783年（8歳）に同地の大聖堂の少年聖歌隊に入り、歌唱法やソルフェージュを学ぶ一方で、同大聖堂のオルガニストを務めていたシャルル・ブロシュ（Charles Broche,1752 - 1803）に師事、またこの時期にパリやボローニャへ向かい、A.L.クープラン（パリ）、G.B.マルティーニ（ボローニャ）らにそれぞれ師事して、ピアノ、オルガン、作曲法などの音楽教育を受けた。鍵盤楽器奏者として認められたのち、1791年（16歳）に故郷に戻ってからはルーアンの聖アンドレ教会のオルガニストに就任、またピアニストとしても活動を開始している。1792年に作曲し、自ら初演した『ピアノ協奏曲 ヘ長調』はこの時期の作品で、彼の唯一のピアノ協奏曲でもある。
同時に作曲家としても故郷ルーアンで活動を開始し、1793年に最初のオペラ『罪ある娘』を発表・上演され、オペラ作曲家として最初の成功を収めた。この1作目となったオペラは父の台本によるものである。続けて1795年に2作目となった『ロザリーとミルザ』も上演は成功を収める。この成功後によって1796年からパリで活動の拠点を置くことにし、1797年には3つのオペラ（『スイス人の家族』、『幸福な知らせ』『賭』）を立て続けに発表・上演し、パリ・オペラ座の人気作曲家として名声を確立する。1800年以降には『ベニオフスキー』、『バグダッドの太守』、『オーロール伯母さん』などでその地位を不動のものにした。なおこの時期に楽器製造家のエラール家に迎えられ、そこではルイジ・ケルビーニやエティエンヌ・メユール、ロドルフ・クレゼール（「ロドルフ・クロイツェル」として知られる人物）、ピエール・ロードらと親交を結んだ。1798年から1803年までパリ音楽院のピアノ科の教授を務めているが、のちに1817年に復職している。
1802年、オペラ座で出会った舞踏家のクロティルド・マフルーレ（マルフルーレ、Clotilde Augustine Mafleurai, Clothilde Malfleuray, Mafleuray, Malflattrai などとも）と結婚するも、妻とはすぐに不和となり、わずか数か月で破綻を迎えた。翌年の1803年にロシア帝室作曲家の地位を得て、サンクトペテルブルクへ赴任する。宮廷ではフランス語のオペラの監督に任命され、1810年まで滞在した。同時に10作のオペラも生み出されている。1811年4月頃にパリに戻り、帰国して最初に発表されたオペラ『パリのジャン』（1812年）は大成功を収め、パリの聴衆から熱狂的に歓迎された。1817年、メユールの後任としてパリ音楽院の作曲科教授に就任し、1829年まで教鞭を執った。また1818年にはアカデミー会員にも選出されている。1825年には彼の最高傑作として評される『白衣の婦人』が初演され、好評を博す。
『白衣の婦人』を発表以後、1821年の『2夜』以降のオペラは成功作とはいえず不評に終わり、さらに結核性喉頭炎により健康を害したため、療養生活を送るようになる。晩年は家財を失い、政府の年金を受けながら生活を送るなどに過ごし、1834年10月18日にパリ近郊のヴァレンヌ＝ジャルシー（en:Varennes-Jarcy）でこの世を去った。葬儀はアンヴァリッドで盛大に行われ、この時は友人ケルビーニの『レクイエム』が流されたという。
教え子にアドルフ・アダン、ピエール・ジメルマンらがいる。

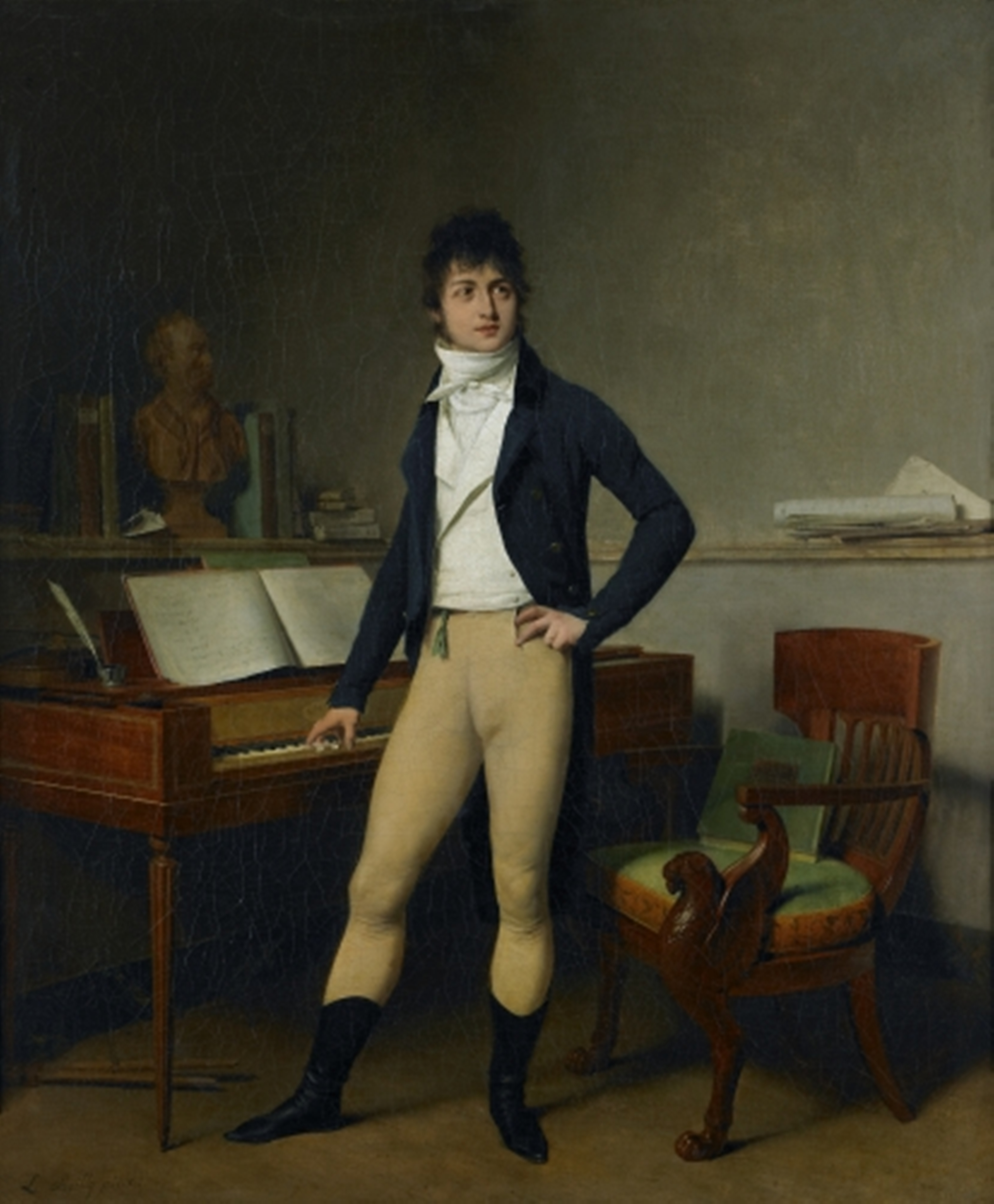
肖像画（ルイ＝レオポルド・ボワイー作）

## 主要作品
生涯に41作のオペラ（他人の合作も含める）を残し、今日上演されることはなく、顧みられてないが、『バグダッドの太守』や『白衣の婦人』の序曲は、今なお演奏会の人気の曲目に留まって演奏され、またハープ協奏曲などの器楽曲も時おり演奏・録音されている。

### オペラ
ボワエルデューのオペラ作品一覧(英語)
- 罪ある娘（La fille coupable） (1793)
- ロザリーとミルザ（Rosalie et Myrza） (1795)
- スイス人の家族（La famille suisse） (1797)
- 幸福な知らせ（L'heureuse nouvelle） (1797)
- 賭、またはモンブリュイールとメルヴィーレ（Le pari, ou Mombreuil et Merville） (1797)
- ゾライムとズルナール（Zoraïme et Zulnar）(1798)
- スゼットの持参金（Le dot de Suzette） (1798)
- スペイン人の誤解（Les méprises espagnoles） (1799)
- エマ、または囚人（Emma, ou La prisionière） (1799)
- ベニオフスキー、またはカムチャツカの逃亡者たち（Béniovski, ou Les exilés du Kamchattka） (1800)
- バグダッドの太守（英語版）（Le calife de Baghdad） (1800)
- オーロール伯母さん、または即席の小説（Ma tante Aurore ou Le roman impromptu） (1803)
- キスと受領証、または駐屯地の出来事（Le baiser et la quittance, ou Une aventure de garnison） (1803)
- アリーネ、ゴルコンダの王妃（Aline, reine de Golconde） (1804)
- 怒れる若き女（La jeune femme colère） (1805)
- アブデルカン（Abderkan） (1805)
- 塔の侍女（Un tour de soubrette） (1806)
- テレーマク（Télémaque） (1806)
- 愛と謎、または私のいとこはどれ?（Amour et mystère, ou Lequel est mon cousin?） (1807)
- 転覆した馬車（誘惑の旅）（英語版）（Les voitures versées (Le séducteur en voyage)） (1808)
- 目に見えない婦人（La dame invisible） (1808)
- ささいなこと、または2つの屏風（Rien de trop, ou Les deux paravents） (1810)
- パリのジャン（英語版）（Jean de Paris） (1812)
- 村の新しい領主（Le nouveau Seigneur de village） (1813)
- メジエールのバヤール、またはメジエールの椅子（Bayard à Mézières, ou Le siège de Mézières） (1814)
- ベアルヌ、またはアンリ4世の旅（Le Béarnais, ou Henri IV en voyage） (1814)
- アンジェラ、またはジャン・クーザンのアトリエ（Angéla, ou L'atelier de Jean Cousin） (1814)
- 隣村の祭り（La fête du village voisin） (1816)
- シャルル・ド・フランス、または栄光の愛（Charles de France, ou Amour et gloire） (1816)
- 赤頭巾ちゃん（Le petit chaperon rouge） (1818)
- 対抗する芸術家たち（Les arts rivaux） (1821)
- 白いプロヴァンス、または裁判所の妖精（Blanche de Provence, ou La cour des fées） (1821)
- フランスとスペイン（La France et l'Espagne） (1823)
- 3つのジャンル（Les trois genres） (1824) - オーベールとの合作
- ファラモン（Pharamond） (1824)
- 白衣の婦人La dame blanche） (1825)
- 2夜（Les deux nuits） (1829)
- ブランヴィリエ侯爵夫人（英語版）（La marquise de Brinvilliers） (1831)

### その他の作品
- ピアノ協奏曲 ヘ長調（1792）
- ハープとピアノのための二重奏曲第1番 ハ長調（1795）
- ピアノソナタ 作品1、作品2（1795）
- ハープとピアノのための二重奏曲第2番 変ロ長調（1796）
- ヴァイオリン・ソナタ 作品3（1799）
- ピアノソナタ 作品4（1799）
- ピアノ三重奏曲 ニ長調 作品5（1800頃） - ピアノ、ヴァイオリン、チェロのための
- ピアノソナタ 作品6（1800）
- ハープ協奏曲 ハ長調（1801） - 同年出版
- クラリネット・ソナタ 変ホ長調（1803） - 1814年改訂
- 2台のピアノのための二重奏曲（第1番～第4番）
- この他「ロマンス」と題された歌曲（約100曲）などがあるが、紛失したものや未発表のものも存在する。